# Resorts World Las Vegas
O Resorts World Las Vegas é um hotel e cassino atualmente em construção na Las Vegas Strip em Winchester, Nevada, nos Estados Unidos, com inauguração planejada para o verão de 2021. A propriedade tinha sido o local do Stardust Resort and Casino até 2007, quando a Boyd Gaming demoliu o resort para desenvolver seu projeto Echelon Place. Boyd interrompeu a construção em 2008 devido às condições econômicas e vendeu a propriedade para a Genting Group em março de 2013, quando a Genting anunciou planos de reconstruir o local como Resorts World Las Vegas.
A construção estava inicialmente prevista para 2014, com a primeira fase prevista para ser inaugurada em 2016. No entanto, a o início das obras foi adiada várias vezes devido a reformulações do projeto. O lançamento da pedra fundamental ocorreu em maio de 2015 e a construção começou no final de 2017. Com um custo de US$ 4,3 bilhões, o Resorts World seria o resort mais caro já desenvolvido em Las Vegas.

## História
Em 2007, a Boyd Gaming demoliu o Stardust Resort and Casino no norte da Las Vegas Strip para desenvolver o Echelon Place, mas a construção foi interrompida durante a crise econômica de 2008. Em 2012, a Boyd Gaming iniciou negociações para vender os    local para o Grupo Genting, sediado na Malásia. Após meses de negociação, o local foi vendido para Genting por $ 350 milhões em 4 de março de 2013. No mesmo dia, como parte de sua marca Resorts World, a Genting Group anunciou planos para construir o Resorts World Las Vegas com uma temática chinesa no local, enquanto usava alguns dos edifícios inacabados do Echelon para o novo projeto. A primeira fase do projeto totalizaria 740.000 m², incluindo 16.300 m² de casino distribuído por vários andares e um hotel com pelo menos 3.500 quartos. A inauguração estava prevista para 2014, com a primeira fase prevista para ser inaugurada em 2016. Genting esperava gastar entre U$ 2 bilhões e US$ 7 bilhões para concluir todo o projeto. As características planejadas notáveis incluíram uma exibição de panda, um parque aquático coberto de 3.0 ha e uma réplica da Grande Muralha da China, bem como 23.000 m² de espaço de varejo e mais de 46.000 m² de espaço para convenções.
O Resorts World Las Vegas foi projetado pelo escritório de arquitetura de Paul Steelman, Steelman Partners. Projetos conceituais retratam sete torres de hotéis que circundariam o complexo. Seria o maior resort com tema asiático na Las Vegas Strip,  e sua clientela-alvo seriam residentes de renda média da Ásia. Esperava-se que o projeto revitalizasse a porção norte da Las Vegas Strip, embora alguns analistas estivessem preocupados que o mercado hoteleiro local já estivesse saturado, com mais de 150.000 quartos. A Genting Group pagou US$ 4 milhões por acre pelo local, abaixo dos anos anteriores, quando as terras na Strip às vezes eram vendidas por um mínimo de US$ 17 milhões por acre. Genting escolheu o local devido ao seu tamanho e localização, e ao fato de incluir algumas estruturas parcialmente construídas do projeto Echelon, o que diminuiria o período de construção do resort. As fundações do Echelon e as torres parcialmente construídas do hotel,  bem como um estacionamento Echelon inacabado no canto sudoeste da propriedade, seriam incorporados ao novo projeto.  Paul Steelman afirmou que 90 por cento das bases para o projeto Echelon já haviam sido concluídas pela Boyd Gaming.
Em junho de 2013, um plano de marketing e embelezamento para o Resorts World e seu local parcialmente desenvolvido foi aprovado pelo Condado de Clark, Nevada, anos antes da inauguração do projeto. O plano da Genting, que deve custar mais de US$ 2 milhões, incluiria a adição de cercas de construção temporárias ao redor do local que representariam a arte, bem como representações do projeto. Também estava planejado o acréscimo de um sistema de som que tocasse música e desse anúncios de promoções. Dois centros de pré-visualização com tema chinês também seriam construídos para vários usos, incluindo escritórios, salas de conferência e varejo. Os centros permaneceriam parte do resort após sua conclusão. A Genting era conhecida por proceder lenta e silenciosamente em alguns de seus projetos, como fez com o Resorts World Las Vegas. Muito do trabalho final de design e planejamento foi feito de forma privada. Os planos iniciais afirmavam que todo o projeto conteria 2.030.000 m² após a conclusão, incluindo quatro torres de hotel e um total de 6.648 quartos. As torres teriam entre 44 e 57 andares, com altura máxima de 679 pés.
Em dezembro de 2013, foi anunciado que a primeira fase deveria custar US$ 4 bilhões. Em maio de 2014, Genting recebeu aprovação preliminar do Nevada Gaming Control Board e da Nevada Gaming Commission para operar o cassino do resort.  Naquela época, esperava-se que o projeto empregasse 10.000 pessoas, e sua clientela-alvo seriam visitantes da Ásia que nunca haviam estado em Las Vegas.

### Construção e processo

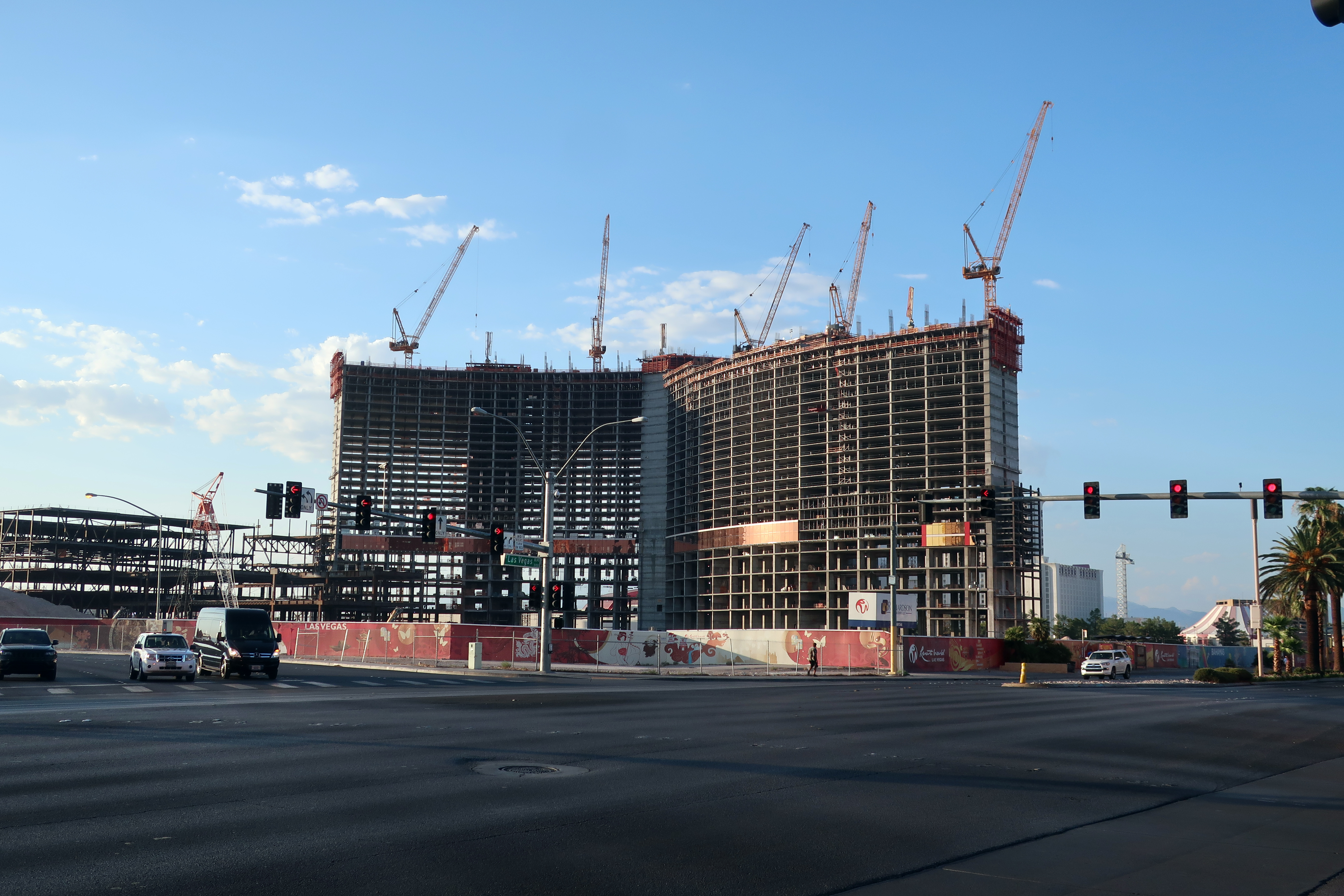
Construção do Resorts World Las Vegas em agosto de 2018

Em outubro de 2017, WA Richardson Builders foi anunciado como gerente de construção do projeto. Naquele mês, a demolição começou em algumas vigas de aço e concreto restantes do projeto Echelon que não seriam usadas nos planos de Genting para o Resorts World. Esperava-se que os guindastes fossem instalados no local nas oito semanas seguintes, e a inauguração do resort estava prevista para o final de 2020. As torres do hotel, adjacentes ao eventual cassino, tinham 10 andares na época. Após a conclusão, as torres deveriam ter 56 andares e 679 pés, um pouco mais altas do que o resort Wynn Las Vegas, localizado a sudeste do Resorts World, do outro lado do South Las Vegas Boulevard. Esperava-se que as torres avançassem um andar a cada oito dias durante a construção, que começou no final de 2017.
Em outubro de 2018, o projeto atingiu o 35º andar. O projeto teve mais de 1.000 trabalhadores da construção civil envolvidos em trabalhos de aço, concreto e vidro em todo o local. Esperava-se que milhares de outros trabalhadores da construção civil estivessem no local em meados de 2019.  O projeto está em vias de ser inaugurado no final de 2020, com 3.400 quartos.
Em dezembro de 2018, a Wynn Resorts entrou com um processo federal de violação de marca registrada contra a Genting, alegando semelhanças entre o Resorts World e os resorts da Wynn em Las Vegas e Macau. As supostas semelhanças incluíam uma fachada curva e linhas horizontais entre os painéis de vidro de bronze. A Wynn Resorts alegou que a Genting planejava lucrar induzindo os visitantes do Resorts World a acreditar que era afiliado ao resort vizinho da Wynn em Las Vegas. A Wynn Resorts também alegou que alguém envolvido no Resorts World Las Vegas havia solicitado um arquiteto local para produzir um projeto para o projeto que seria idêntico ou semelhante aos resorts do Wynn. Em janeiro de 2019, os advogados do Resorts World Las Vegas responderam ao processo, afirmando que o projeto tinha quase dois anos antes de sua inauguração e que atualmente consistia em "uma estrutura esquelética nua coberta por alguns andares de painéis de janela", afirmando que assim que o resort fosse concluído, pareceria "dramaticamente diferente das propriedades da Wynn, dissipando qualquer sugestão de que um consumidor razoável pudesse confundir os dois resorts".
Os advogados do projeto também afirmaram que as representações do edifício foram mostradas aos executivos da Wynn durante uma reunião em julho de 2018, e que o projeto do edifício foi modificado desde então, com o projeto anterior sendo "mais semelhante ao da Wynn do que o atua projeto''. Os advogados afirmaram que o projeto Resorts World não foi contatado pelo Wynn Resorts até o momento do ajuizamento do processo e responderam: "Dado que a Wynn estava ciente há pelo menos seis meses das renderizações de design (Resorts World Las Vegas) que provavelmente pareciam mais semelhantes as propriedades da Wynn do que as renderizações atuais, seu processo pesado e cronometrado de feriado parece mais direcionado a encerrar a construção de um concorrente comercial do que evitar qualquer confusão hipotética de clientes dois anos depois. " Novas renderizações do empreendimento, criado em janeiro de 2019 após o ajuizamento do processo, mostravam o resort com fachadas vermelhas e laranja. A Wynn Resorts afirmou que as novas representações "são apenas desenhos que não refletem a construção real do outro lado da rua do nosso resort. Continuaremos a buscar nossas ações judiciais e medidas cautelares neste assunto. " 
A Wynn Resorts buscou uma ordem de restrição temporária contra o projeto com potencial para encerrar a construção.  A Resorts World afirmou que a paralisação da construção atrasaria a instalação dos painéis de vidro e poderia custar cerca de US$ 169 milhões, com demissões imediatas de 500 operários, de um total de 1.500 envolvidos no projeto. Um juiz do Tribunal Distrital dos EUA atrasou a decisão sobre o pedido da Wynn Resorts e ordenou aos advogados dos dois lados que comparecessem a uma audiência no final de janeiro de 2019 para discutir o desenho do projeto. A Wynn Resorts declarou o desejo de chegar a um acordo sobre um projeto na audiência e evitar atrasos na construção e demissões. A  Genting acreditava que iria prevalecer na audiência, onde planejava apresentar mais informações para contestar o processo da Wynn. A Wynn Resorts e Genting resolveram a disputa um dia antes da audiência agendada, com Genting concordando em ter sua equipe de design fazendo várias alterações no projeto para diferenciá-lo das propriedades Wynn.
Em maio de 2019, Scott Sibella foi nomeado o novo presidente do resort, substituindo Farrell, que foi nomeado presidente das operações da Genting nos Estados Unidos. Sibella foi anteriormente presidente e diretor de operações do MGM Grand por oito anos. Na época, a construção das torres conjuntas do hotel de 59 andares havia chegado ao 55º andar. O projeto foi concluído em meados de agosto de 2019.

### Planos finais

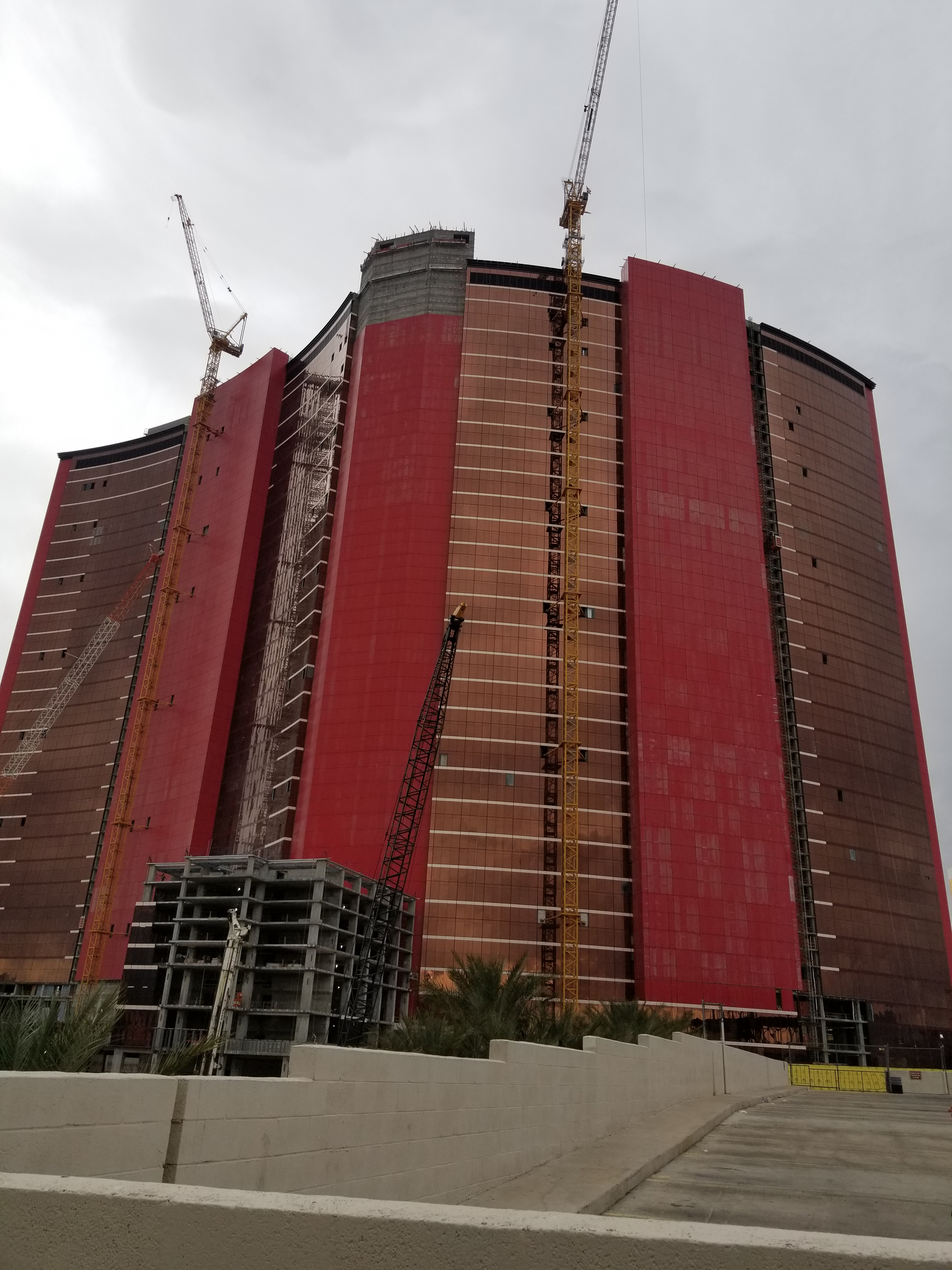
A parte traseira (norte) do Resorts World durante a construção em março de 2020

Em novembro de 2019, a Genting Group anunciou que a inauguração seria adiada até o verão de 2021, devido aos planos de upgrade para o resort. Os planos aumentaram o custo do projeto de US$ 4 bilhões para US$ 4,3 bilhões, o que o tornaria o resort mais caro já desenvolvido em Las Vegas. O aumento do orçamento incluiu planos para um teatro de 5.000 lugares, um teatro de 7.000 m² boate e clube diurno para um público mais jovem e 100 quartos de hotel adicionais para um total de 3.500.  Espaço de convenção adicional também foi adicionado ao design.  Também foi anunciado um complexo de piscinas de 20.000 m², incluindo uma piscina infinita de 170 m² . Sibella disse que o resort teria apenas um tema asiático mínimo, para atrair um público mais amplo. Um terço da área ficará vago para uma possível expansão do resort no futuro.
O resort deve incluir um globo de vídeo LED, medindo 15 metros de diâmetro. Além disso, a torre oeste tem 9.300 m² de Tela LED, medindo 294 pés de altura e 340 pés de largura. Demorou sete meses para construir. A torre leste contará com uma tela menor de LED medindo 1.800 m².
No final de 2019, Garth Brooks e Carrie Underwood estavam sendo considerados para concertos de residencias no teatro do resort. Em 20 de fevereiro de 2020, foi anunciado que a Resorts World tinha feito uma parceria com a Hilton Hotels para trazer a marca Hilton para as instalações. Partes da propriedade serão marcadas como Hilton, enquanto outras partes serão comercializadas sob duas outras marcas da Hilton, LXR Hotels e Conrad Hotels . O projeto incluirá um dos maiores hotéis Conrad do mundo, com aproximadamente 1.500 quartos.
Em junho de 2020, o projeto estava 65% concluído. Naquele mês, a Resorts World buscou a aprovação do condado para que a The Boring Company construísse um tunel subterraneo para o transporte de pessoas do resort ao Centro de Convenções de Las Vegas. A Boring Company já estava construindo um sistema subterrâneo de transporte de pessoas para o centro de convenções, e o túnel adicional para o Resorts World seria uma extensão, permitindo que as pessoas viajassem rapidamente entre os dois locais por meio de ônibus da Tesla. A proposta foi aprovada pela Clark County Commission dois meses depois, com a construção prevista para começar no final de 2020. Resorts World será o primeiro novo resort a ser concluído na Las Vegas Strip desde o Cosmopolitan, que foi inaugurado em 2010.

## Instalações propostas
O Resorts World Las Vegas incluirá as seguintes comodidades:
- Hotel de 59 andares [32] com 3.500 quartos de hotel [35]
- 10.900 m² de casino [41]
- The Theatre, um teatro de 5.000 lugares para apresentações musicais. Ele foi projetado pela Scéno Plus e será operado pela AEG Presents. Ele conterá um dos maiores e mais altos palcos da Las Vegas Strip.[46][47] O teatro ficará localizado no centro do resort para facilitar o acesso.[48]
- 33.000 m² de espaço para reuniões e banquetes
- 6.500 m² de espaço de varejo
- 20.000 m² de complexo de piscina
- Os 2.500 m²  de Lania Spa [49]
- Crystal Bar de US$ 3 milhões
- Vários restaurantes, incluindo uma rua de comida, um restaurante de café da manhã e o Poker Deli  [50]

## Entretenimento
Resorts World possui 100 000 sq ft (9 300 m2) de espaço para entretenimento, incluindo o Resorts World Theatre, que tem capacidade para até 5.000 pessoas. Projetado pela Scéno Plus, o teatro é operado pela AEG Presents e contém um dos maiores e mais altos palcos da Strip. O teatro recebe residências de concertos de vários cantores, com Carrie Underwood inaugurando o local em 1º de dezembro de 2021.
Zouk é a primeira boate nos Estados Unidos do Zouk Group, com sede em Cingapura, e a empresa também opera o Ayu Dayclub, um local ao ar livre com uma temática de ilha do Sudeste Asiático. Ambos os locais apresentam DJs de renome, incluindo Zedd, Tiësto, e Illenium. As residências no Zouk já incluíram rappers como T-Pain e Jack Harlow.